# Acquiring the Taste
Albums de Gentle Giant
Gentle Giant
(1970) Three Friends
(1972)
Acquiring the Taste est le deuxième album studio du groupe rock progressif britannique Gentle Giant, sorti en 1971. Il s'agit du dernier album avec le batteur original Martin Smith, qui fut remplacé sur l'album suivant Three friends par Malcolm Mortimore. La chanson Pantagruel's Nativity est inspirée des livres Pantagruel (1532) & Gargantua (1534) de François Rabelais. 

## Ambiance musicale
L'album est très expérimental, et puise dans des registres musicaux très variés.

## Liste des titres
Tous les titres composés par Kerry Minnear, Derek, Ray et Phil Shulman.
1. Pantagruel's Nativity - 6:52
2. Edge of Twilight - 3:51
3. The House, the Street, the Room - 6:00
4. Acquiring the Taste - 1:39
5. Wreck - 4:39
6. The Moon is Down - 4:48
7. Black Cat - 3:53
8. Plain Truth - 7:35

## Musiciens
- Derek Shulman : Chant (3, 5, 6), chœurs (1, 2, 7, 8), saxophone alto (1, 6), clavecin (3), cloche à vache (3)
- Gary Green : Guitare électrique 6 cordes (1, 3, 5, 6, 8), guitare électrique 12 cordes (1), guitare électrique wah-wah 12 cordes (7), mandoline (3), basse (3), Quijada (7), appel félin (7), voix (8)
- Kerry Minnear : Piano (3, 5, 6, 8), piano électrique (2, 6), clavecin (2, 5, 6), céleste (3), clavicorde (3), orgue Hammond (1-3), Minimoog (1-5), Mellotron (1, 5, 6),  xylophone (2, 3), vibraphone (1, 7), timbale (2), maracas (7), tambourin (7),  violoncelle (2, 3, 7), chant (1, 2), chœurs (3, 5, 6, 8)
- Phil Shulman : Clarinette (2, 3), trompette (1, 3), saxophone alto (6) et ténor (1, 6), piano (3), claves (7), maracas (8), chant (5, 7), chœurs (1-3, 6, 8)
- Ray Shulman : Basse (1, 2, 4-8), guitare classique (2, 3), guitare 12 cordes (6), violon (2, 3, 5, 7), alto (7), violon électrique, (8), tambourin (5), crane (7), pédalier basse d'orgue (6), chant (1-3, 6)
- Martin Smith : Batterie (1-3, 5-8), caisse claire (2), gong (2), tambourin (1)

## Musiciens invités
- Paul Cosh : trompette et orgue (3)
- Tony Visconti : flûte à bec (5), flûte à bec alto (3, 5), flûte à bec ténor (5), grosse caisse (7), triangle (7)
- Chris Thomas : Programmation du Mini Moog (1-5)

## Production
- Tony Visconti : producteur